# Ivanovce
Ivanovce este o comună slovacă, aflată în districtul Trenčín din regiunea Trenčín. Localitatea se află la altitudinea de 197 m deasupra n.m., se întinde pe o suprafață de 15,08 km2 și în 2017 număra 980 de locuitori. Se învecinează cu comuna Beckov.

## Istoric
Localitatea Ivanovce este atestată documentar din 1398.

## Demografie
| An:                | 1994 | 2004   | 2014    | 2024    |
| ------------------ | ---- | ------ | ------- | ------- |
| Număr de persoane: | 810  | 789    | 945     | 1084    |
| Diferență:         |      | −2,59% | +19,77% | +14,70% |

| An:                | 2023 | 2024   |
| ------------------ | ---- | ------ |
| Număr de persoane: | 1070 | 1084   |
| Diferență:         |      | +1,30% |